# Zdzisław Kapka
Zdzisław Kapka (* 7. prosince 1954, Krakov) je bývalý polský fotbalista, útočník.

## Fotbalová kariéra
Hrál v polské nejvyšší soutěži za Wislu Krakov, se kterou získal v roce 1978 ligový titul. Dále hrál v USA v Major Indoor Soccer League za Pittsburgh Spirit. V Poháru mistrů evropských zemí nastoupil v 6 utkáních a dal 2 góly a v Poháru UEFA nastoupil v 6 utkáních a dal 2 góly. V sezóně 1973/74 byl s 15 góly nejlepším střelcem polské ligy. Za polskou reprezentaci nastoupil v letech 1973–1981 ve 14 utkáních a dal 1 gól, na Mistrovství světa ve fotbale 1974, kde Polsko získalo bronzové medaile za 3. místo, nastoupil v utkání o 3. místo proti Brazílii. 

## Ligová bilance
| Ročník                             | Zápasy | Góly | Klub              |
| ---------------------------------- | ------ | ---- | ----------------- |
| Ekstraklasa 1971/72                | 17     | 4    | Wisla Krakov      |
| Ekstraklasa 1972/73                | 15     | 1    | Wisla Krakov      |
| Ekstraklasa 1973/74                | 30     | 15   | Wisla Krakov      |
| Ekstraklasa 1974/75                | 29     | 11   | Wisla Krakov      |
| Ekstraklasa 1975/76                | 30     | 6    | Wisla Krakov      |
| Ekstraklasa 1976/77                | 30     | 5    | Wisla Krakov      |
| Ekstraklasa 1977/78                | 30     | 7    | Wisla Krakov      |
| Ekstraklasa 1978/79                | 27     | 8    | Wisla Krakov      |
| Ekstraklasa 1979/80                | 30     | 9    | Wisla Krakov      |
| Ekstraklasa 1980/81                | 30     | 7    | Wisla Krakov      |
| Ekstraklasa 1981/82                | 28     | 8    | Wisla Krakov      |
| Ekstraklasa 1982/83                | 29     | 12   | Wisla Krakov      |
| Ekstraklasa 1983/84                | 2      | 0    | Wisla Krakov      |
| Major Indoor Soccer League 1983/84 | 45     | 30   | Pittsburgh Spirit |
| Major Indoor Soccer League 1984/85 | 34     | 5    | Pittsburgh Spirit |
| Major Indoor Soccer League 1985/86 | 43     | 11   | Pittsburgh Spirit |
| 2. polská liga 1986/87             | 4      | 0    | Wisla Krakov      |
| CELKEM Ekstraklasa                 | 327    | 93   |                   |